# 桂バイパス
桂バイパス（かつらバイパス）は国道9号の京都市内に建設され、1964年（昭和39年）10月に完成したバイパス道路である。ここでは、京都市により進められた桂バイパス以東（西大路五条・桂川東岸間）の道路整備についても併せて述べる。

## 概要
国道9号の京都市内のバイパス道路であり、区間は桂川を渡る西大橋東詰の右京区西京極浜ノ本町から西京区大枝沓掛町（京都府道142号沓掛西大路五条線交点）までの7.03キロメートルである。京都市が行った桂川東側から西大路五条交差点まで（延長1.9キロメートル）の道路整備（西五条通）と合わせて、西大路五条から大枝沓掛までが開通した。バイパス整備により、当該区間の国道9号の旧道は現在京都府道142号沓掛西大路五条線となっている。

### 路線データ

#### 桂バイパス
- 延長：7.03 km （京都市右京区西京極浜ノ本町地先（西大橋東詰） - 京都市西京区大枝沓掛町地先）[2]
- 構造規格
  - 第2種平地部（京都市右京区西京極浜ノ本町地先 - 京都市西京区山田中吉見町地先）
  - 第2種山地部（京都市西京区山田中吉見町地先 - 京都市西京区大枝沓掛町地先）
- 設計速度
  - 第2種平地部：70 km/h
  - 第2種山地部：50 km/h
- 標準幅員
  - 第2種平地部：11 m - 13 m
  - 第2種山地部：9 m

### 道路施設

#### 橋梁
- 西大橋（桂川、京都市右京区 - 京都市西京区）延長 325.90 m、1961年度（昭和36年度）着工・1964年度（昭和39年度）完成

## 沿革
第二次世界大戦前からのいわゆる大正国道では、京都市内の国道の東西軸は七条通であった。三条大橋から京都市街に入る2号路線（東京市より鹿児島県庁所在地に達する路線）は、烏丸三条から南進し、七条烏丸から西に進み七条大宮で南進し、その後京阪国道口から京阪国道を大阪に向かっており、15号路線（東京市より奈良県庁所在地に達する路線）は七条烏丸で2号路線と分岐して東進し、七条河原町から南に進んでおり、18号路線（東京市より山口県庁所在地に達する路線）は、2号路線と七条大宮まで重複し、そこから西進して山陰街道を経て老ノ坂峠に至っていた。
第二次世界大戦後、戦時の建物疎開跡地を利用して五条通の東大路通・千本通間を幅約50 mとする整備が1947年（昭和22年）6月から1949年（昭和24年）3月に掛けて行われた。1952年（昭和27年）に公布された新たな道路法に基づく国道指定では、この五条通が京都市内の国道の東西軸となり、烏丸五条が東からの国道8号の終点、また西に向かう国道9号の起点となった。
五条通は、千本通・西大路通間が戦前に拡幅が行われていたため、西大路通が幹線道路としての西端となっており、国道9号は起点となる烏丸五条から五条通を西に進んだ後、西大路五条から西大路通を南に進み、八条通から再び西進し、桂大橋を渡り樫原を経て老ノ坂峠に至る経路をとっていたが、屈曲箇所が多く、桂から大枝沓掛間は未改良で幅員狭小であった。
そこで、将来の交通需要への対応を図るため、桂川東岸から老ノ坂峠の手前である大枝沓掛までの桂バイパスの整備が1960年（昭和35年）から始められ、桂川を渡る西大橋の竣工を経て、1964年（昭和39年）10月に完成した。西大路五条から桂川東岸までの「西五条通」整備については、京都市が10年がかりで進めており、1962年度（昭和37年度）に一応の完成を見ており、これを市から引き継ぐことで、1965年（昭和40年）3月に国道9号としての西大路五条 - 大枝沓掛間が開通した。
その後、国道9号の旧道は1966年（昭和41年）6月15日に移管され、現在の京都府道142号沓掛西大路五条線となっている。

### 年表
- 1959年度（昭和34年度） - 桂バイパス着工[2]
- 1961年度（昭和36年度） - 西大橋着工[2]
- 1964年度（昭和39年度） - 西大橋完成[2][10]
- 1964年（昭和39年）10月5日 - 桂バイパス供用開始（7.0 km）[9]
- 1965年（昭和40年）3月31日 - 五条通の一部（西大路五条 - 桂川間）を市から引き継ぎ（1.9 km）[9]
- 1966年（昭和41年）6月15日 - 桂バイパス供用に伴い旧道を移管（9.6 km）[9]

## 地理

### 通過する自治体
- 京都市（右京区 - 西京区）

### 接続する道路

#### 西五条通
- 国道162号 / 京都市道181号京都環状線 / 京都府道142号沓掛西大路五条線 （西大路五条交差点）
- 国道162号 / 京都市道184号宇多野吉祥院線 / 京都府道113号梅津東山七条線 （五条天神川交差点）

#### 桂バイパス
- 京都府道123号水垂上桂線（上桂御正町交差点）
- 京都府道29号宇多野嵐山山田線 / 京都府道67号西京高槻線（千代原口交差点）
- 京都府道142号沓掛西大路五条線（樫原秤谷交差点）
- 京都府道201号中山稲荷線（中山稲荷交差点）
- 京都府道10号大山崎大枝線（沓掛交差点）
- 京都縦貫自動車道（沓掛インターチェンジ）
- 京都府道142号沓掛西大路五条線（桂バイパス終点）